# Maurizio Cornalba

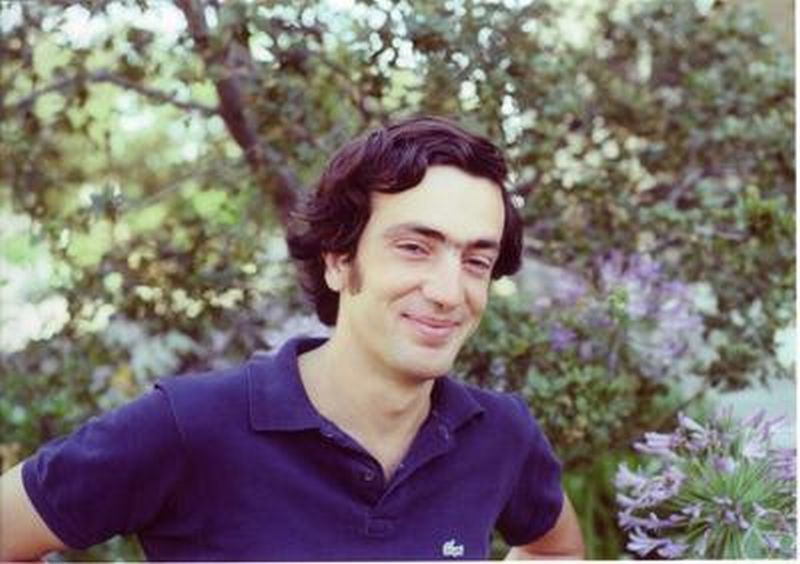
Maurizio Cornalba, Berkeley 1975

Maurizio Cornalba (* 17. Januar 1947) ist ein italienischer Mathematiker, der sich mit Algebraischer Geometrie befasst. Er ist Professor an der Universität Pavia.
Cornalba studierte ab 1965 an der Universität Pisa und der Scuola Normale Superiore in Pisa mit dem Abschluss 1970. Danach war er zwei Jahre an der Princeton University (zuletzt als Lecturer) und ab 1971 Assistenzprofessor an der Universität Pisa. 1974/75 war er Assistant Professor an der Harvard University und 1975/76 Lecturer an der University of California, Berkeley. Ab 1976 war er Professor für Geometrie und später für Algebra an der Universität Pavia.
Er befasst sich mit der Geometrie algebraischer Kurven und der Geometrie und Topologie von Modulräumen.
1993/94, 2005 und 2007 war er am  Institute for Advanced Study. 1995 war er Gastprofessor am Institut Henri Poincaré, 1998 an der Universität Amsterdam und 1984/85 an der Brown University.
1975 erhielt er den Bartolozzi-Preis. Er ist Mitglied der Accademia dei Lincei (1990 korrespondierendes Mitglied, 2005 Vollmitglied), der Akademie der Wissenschaften in Turin (2011) und des Istituto Lombardo.
1998 war er Invited Speaker auf dem Internationalen Mathematikerkongress in Berlin (Cohomology of Moduli Spaces of Stable Curves).
Er war Mitherausgeber der Gesammelten Werke von Guido Castelnuovo und Phillip Griffiths.

## Schriften
- mit Enrico Arbarello, Phillip Griffiths, Joe Harris Geometry of algebraic curves, Grundlehren der mathematischen Wissenschaften, Springer Verlag, 2 Bände, 1985, 2011
- mit E. Arbarello, P. Griffiths, Joe Harris, Special divisors on algebraic curves, Reprint in Selected Works of Philipp Griffiths, Band 2, American Mathematical Society 2003, S. 649–778 (Vorlesungsnotizen zur Regional Algebraic Geometry Conference, Athens, Georgia, 1979)
- Herausgeber mit X. Gomez-Mont, A. Verjovsky Lectures on Riemann Surfaces (ICTP, Triest 1987), World Scientific 1989
- Herausgeber mit Fabrizio Catanese, Ciro Ciliberto Problems in the theory of surfaces and their classification, Symposia Mathematica 32, Academic Press, London, 1991.